# Richard Conte (artiste)
Pour les articles homonymes, voir Richard Conte et Conte (homonymie).
Richard Conte, né en 1953 à Philippeville , est un peintre français.

## Biographie
Richard Conte naît en 1953 à Philippeville .
Il adopte d'abord une approche hyperréaliste pour dessiner des scènes de la vie quotidienne à partir de photos transparentes. Un jour, dans un accès de colère, il aurait vissé un de ses dessins dans une boule et l'aurait jeté dans un coin de l'atelier. Le lendemain, il trouve le dessin et tente de le lisser, pour se retrouver avec un morceau de papier froissé qu'il trouve, à sa grande surprise, esthétiquement plaisant.